# Smreczyna (Beskid Morawsko-Śląski)
Smreczyna (cz. Smrčina, 1015 m n.p.m.) – szczyt w Beskidzie Morawsko-Śląskim, na Śląsku Cieszyńskim, w Czechach, w północnej części pasma Ropicy. Szczyt zalesiony jest mieszanym lasem świerkowo-bukowym, miejscowe polany z częściowymi widokami. Nazwa góry oznacza świerczynę.